# 罗克比利耶尔
罗克比利耶尔（法語：Roquebillière，法語發音：[ʁɔkbiljɛʁ]）是法国滨海阿尔卑斯省的一个市镇，位于该省北部，属于尼斯区。

## 地理
罗克比利耶尔（44°0'40"N, 7°18'25"E）面积25.92 平方千米，位于法国普罗旺斯-阿尔卑斯-蓝色海岸大区滨海阿尔卑斯省，该省份为法国东南部沿海省份，南濒地中海，西南至瓦尔省，西北接上普罗旺斯阿尔卑斯省，北部和东部与意大利接壤。
与罗克比利耶尔接壤的市镇（或旧市镇、城区）包括：贝尔韦代尔、拉博莱讷韦叙比、朗托斯克、圣马丹韦叙比、沃南松。

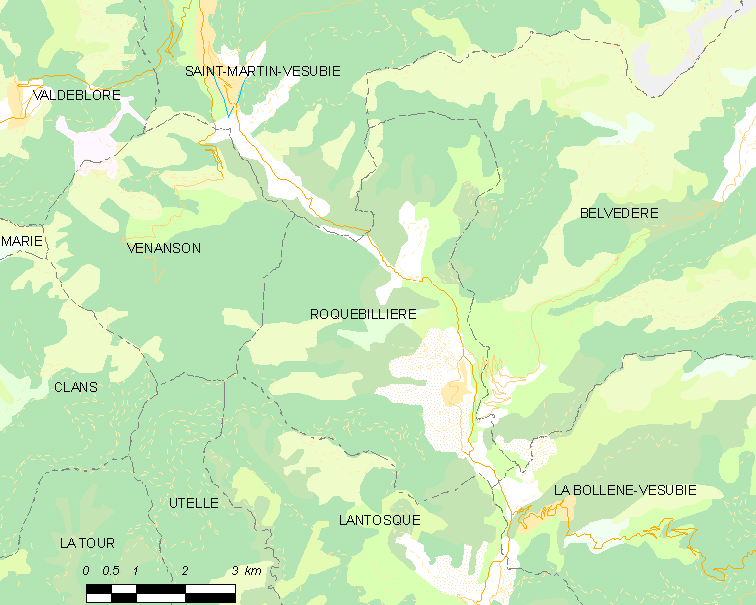
罗克比利耶尔的OSM定位图

罗克比利耶尔的时区为UTC+01:00、UTC+02:00（夏令时）。

## 行政
罗克比利耶尔的邮政编码为06450，INSEE市镇编码为06103。

## 政治
罗克比利耶尔所属的省级选区为图雷特勒旺斯县。

## 人口

1962-2008年间罗克比利耶尔人口变化图示

罗克比利耶尔于2022年1月1日时的人口数量为1816人。